# 扬·瓦伦蒂·文盖尔斯基
维尼亚瓦纹章下的扬·瓦伦蒂·文盖尔斯基（波蘭語：Jan Walenty Węgierski，1755年—1796年）是末代波兰国王斯坦尼斯瓦夫·奥古斯特·波尼亚托夫斯基的代理大臣（podkanclerz)和侍从。他是科希丘什科起义的支持者。
他是津乔沃沃、诺沃德沃雷和赫拉布尼亚克的所有人，他主持修建几座东正教堂。
他是安德热·文盖尔斯基和埃娃·涅杰茨卡之子。他有个早夭的儿子。后来，他收养了他侄子的儿子安东尼·维维乌罗夫斯基，拥有他个人财产的继承权。